# Liste der Stolpersteine in Kulmbach

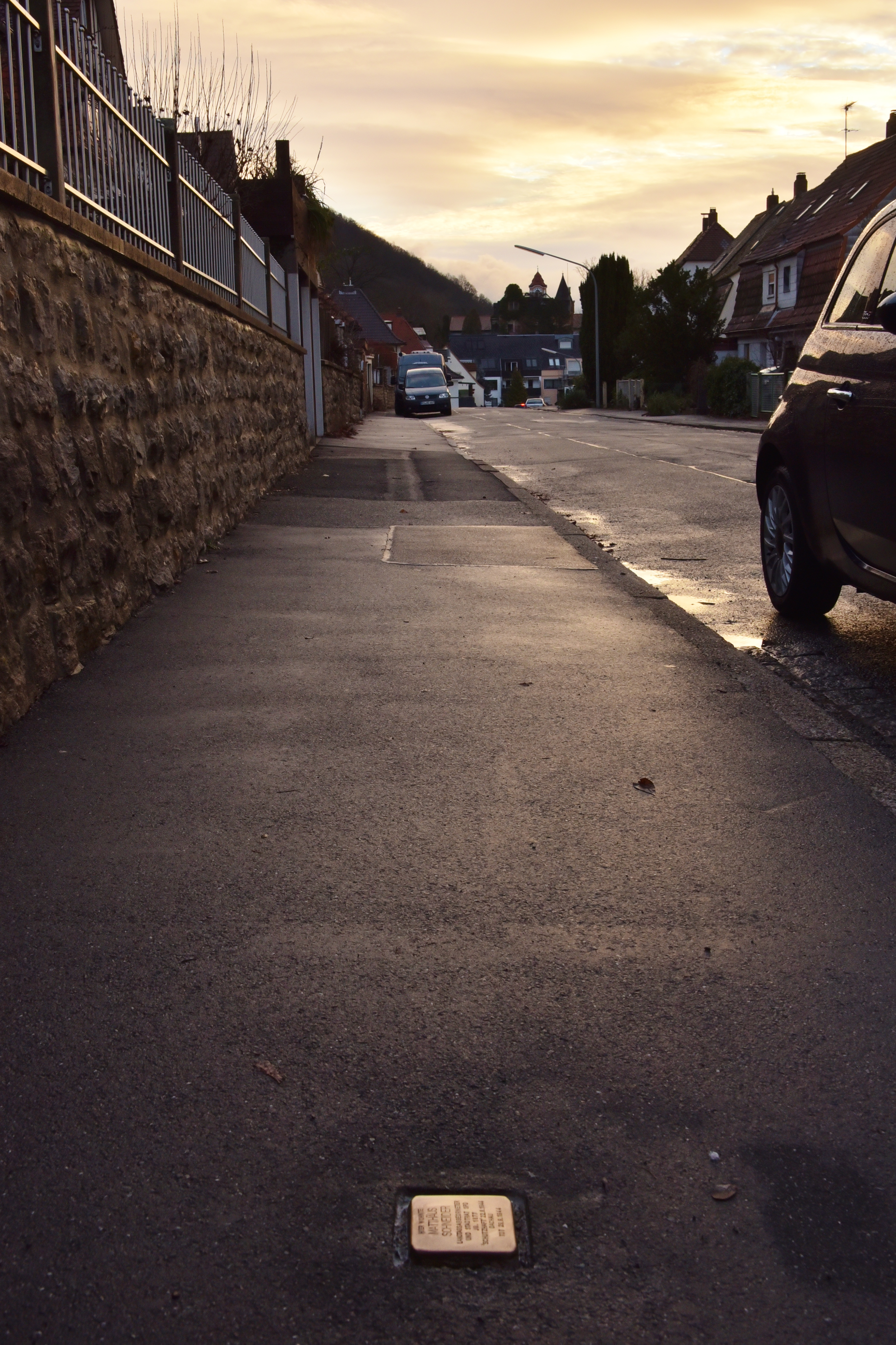
Stolperstein in Kulmbach

Die Liste der Stolpersteine in Kulmbach enthält die Stolpersteine, die vom Kölner Künstler Gunter Demnig in Kulmbach verlegt wurden. Stolpersteine erinnern an das Schicksal der Menschen, die von den Nationalsozialisten ermordet, deportiert, vertrieben oder in den Suizid getrieben wurden. Sie liegen im Regelfall vor dem letzten selbst gewählten Wohnsitz des Opfers.
Die Verlegungen in Kulmbach erfolgten 2012 und 2014.

## Stolpersteine
Die Tabelle ist teilweise sortierbar; die Grundsortierung erfolgt alphabetisch nach dem Familiennamen.
| Stolperstein | Inschrift | Verlegeort           | Name, Leben |
| ------------ | --- | -------------------- | --- |
|              | HIER ARBEITETE HERMANN ABERLE JG. 1889 VERHAFTET 13.11.1943 ‘WEHRKRAFTZERSETZUNG UND FEINDBEGÜNSTIGUNG’ VERURTEILT 14.3.1944 MÜNCHEN-STADELHEIM GEHENKT 5.5.1944 | Langgasse 7 ·        | Hermann Aberle wurde 1889 geboren. Aberle war Radiohändler, sein Geschäft betrieb er in der Langgasse und hatte zumindest einen Sohn, Ludwig. Aberle war ein Gegner Hitlers und machte in seinem Stammlokal „Café Beyerlein“ als auch bei Kunden, denen er Radios lieferte, Witze über Hitler. Er wurde bei der Kreisleitung der NSDAP Rugendorf denunziert, wegen „Beleidigung des Führers“ und wegen des Verdachtes, die „Volksempfänger“ zum Abhören des „Feindsenders“ tauglich zu machen. Am 13. November 1943 erfolgte seine Verhaftung durch die Gestapo und seine Überstellung an den „Volksgerichtshof“. Am 14. März 1944 erfolgte die Verurteilung wegen „Wehrkraftzersetzung und Feindbegünstigung“. Am 5. Mai 1944 wurde Hermann Aberle in München-Stadelheim gehenkt. Sein Sohn kämpfte vergeblich bis zum Schluss mit Petitionen gegen den Tod seines Vaters. Eine Straße in Kulmbach, die Hermann-Aberle-Straße, wurde nach ihm benannt. |
|              | HIER WOHNTE ALBERT DAVIDSOHN JG. 1929 DEPORTIERT 1942 KRASNICZYN ERMORDET                                                                                        | Holzmarkt 12 ·       | Albert Davidsohn wurde am 13. April 1929 in Kulmbach geboren. Seine Eltern waren Berta und Georg Davidsohn. Er hatte eine Zwillingsschwester, Ingeborg sowie noch eine weitere Schwester, Hildegard (geboren 1926). Die Familie hatte ein Kurz- und Spielwarengeschäft. Nach der „Machtergreifung“ der Nationalsozialisten wurde seinem Vater durch die Erlassung des Gesetzes zur Wiederherstellung des Berufsbeamtentums die Rente in Höhe von 150 Reichsmark aberkannt. Das Geschäft am Holzmarkt wurde ihnen gekündigt, ebenso die Wohnung in der Langgasse. Sie mussten in eine Baracke im Priemershof umziehen, ihr Geschäft versuchten sie in der Spitalgasse weiter zu führen. Am 10. November 1938 kam es zu Schikanen in der Schule. Albert wurde durch den Schulleiter dem Gespött und Gelächter der anderen Schüler ausgesetzt, wurde als „Judenbube“ vorgeführt. Alberts Familie versuchte eine Bürgschaft zu erhalten, um nach Australien auswandern zu können, doch es gelang ihnen nicht. Am 25. April 1942 wurde Albert mit seinen Eltern und seinen Geschwistern von der Gestapo verhaftet. Sie brach am frühen Morgen in die Baracke ein und brachte die Familie zum Güterbahnhof. Von dort wurden sie nach Kraśniczyn deportiert. Im Juni 1942 wurde das Lager aufgelöst, Albert Davidsohn und seine Familie wurden in eines der Vernichtungslager in der Umgebung gebracht und dort ermordet. |
|              | HIER WOHNTE BERTA DAVIDSOHN GEB. MARCUS JG. 1893 DEPORTIERT 1942 KRASNICZYN ERMORDET                                                                             | Holzmarkt 12 ·       | Berta Davidsohn, geborene Marcus, wurde am 14. Dezember 1893 in Burgkunstadt geboren. Ihr Vater war Bernhard Marcus, der am Holzmarkt 12 ein Kurz- und Spielwarengeschäft führte. Berta Marcus heiratete 1925 Georg Davidsohn, einem städtischen Angestellten aus Berlin. Das Paar wurde Eltern von drei Kindern: Hildegard, geboren 1926 und den Zwillingen Albert und Ingeborg, geboren 1929. Die Davidsohns betrieben gemeinsam mit Bernhard Marcus das Spielwarengeschäft. Nach der Machtübernahme durch die Nationalsozialisten wird Berta Davidsohns Mann seine Pension aberkannt, 1934 wird ihnen das Geschäft gekündigt, ebenso ihre Wohnung in der Langgasse, sie müssen in eine Baracke im Priemershof ziehen, zusammen mit dem Ehepaar Flörsheim. Die Familie bemüht sich um eine Bürgschaft, um nach Australien auswandern zu können. Sie scheitern. Im Morgengrauen des 25. April 1942 bricht ein Gestapo-Kommando in die Baracke ein und verhaftet Berta Davidsohn und ihre Familie. Sie werden zum Güterbahnhof gebracht und von dort mit dem Zug nach Kraśniczyn deportiert. Das Lager wurde im Juni 1942 aufgelöst. Berta Davidsohn und ihre Familie wurden in ein Vernichtungslager in der Nähe überstellt und dort ermordet. |
|              | HIER WOHNTE GEORG DAVIDSOHN JG. 1888 DEPORTIERT 1942 KRASNICZYN ERMORDET                                                                                         | Holzmarkt 12 ·       | Georg Davidsohn wurde am 11. April 1888 in Schrimm, damals Preußen, geboren. Er war städtischer Angestellter in Berlin gewesen. Er heiratete Berta, geborene Marcus. Das Paar bekam 3 Kinder: Hildegard, geboren 1926 und die Zwillinge Albert und Ingeborg, geboren 1929. Die Familie führte ein Kurz- und Spielwarengeschäft am Holzmarkt 12. Georg Davidsohn galt als sozial, kaufte im Metzgergeschäft immer wieder Ware für Kriegerwitwen und kinderreiche Familien. 1933 wird Davidsohn das erste Mal verhaftet, die Deportation ins KZ Dachau wird durch eine Intervention durch den Kulmbacher Polizeichef Hans Schiffner verhindert. Seine Pension in Höhe von 150 Reichsmark wird ihm nach der Erlassung des Gesetzes zur Wiederherstellung des Berufsbeamtentums gestrichen. 1934 wurde der Familie das Geschäft am Holzmarkt gekündigt, ebenso wie die Wohnung in der Langgasse, sie mussten in eine Baracke im Priemershof bei Metzdorf ziehen, wo sie mit dem Ehepaar Flörsheim zusammen wohnen mussten. Das Geschäft versuchten sie nun an anderer Stelle, in der Spitalgasse, weiter zu führen. Doch jeder, der bei ihnen einkaufte, wurde auf eine schwarze Liste gesetzt. Während der Reichspogromnacht wurde Davidsohn in „Schutzhaft“ genommen. Durch eine Schweizer Bürgschaft versuchte die Familie eine Ausreisegenehmigung zu erhalten und so nach Australien flüchten zu können. Es gelang ihnen nicht. Im Morgengrauen des 25. April 1942 brach ein Gestapo-Kommando in die Baracke ein und verhaftete Georg Davidsohn und seine Familie, ebenso das Paar Flörsheim. Sie wurden zum Güterbahnhof gebracht und von dort mit dem Zug nach Kraśniczyn deportiert. Das Lager wurde im Juni 1942 aufgelöst. Georg Davidsohn und seine Familie wurden in ein Vernichtungslager in der Nähe überstellt und dort ermordet. |
|              | HIER WOHNTE HILDEGARD DAVIDSOHN JG. 1926 DEPORTIERT 1942 KRASNICZYN ERMORDET                                                                                     | Holzmarkt 12 ·       | Hildegard Davidsohn wurde am 30. September 1926 in Kulmbach geboren. Ihre Eltern waren Berta und Georg Davidsohn. Sie hatte 2 Geschwister, die 1929 geborenen Zwillinge Ingeborg und Albert. Ihre Familie führte ein Kurz- und Spielwarengeschäft. Nach der Machtergreifung der Nationalsozialisten wurde das Leben für die Familie immer schwerer, ihr Vater wurde 1933 und nochmal während der Reichspogromnacht verhaftet, ihr Bruder in der Schule gedemütigt, das elterliche Geschäft musste umziehen, auch die Wohnung wurde ihnen gekündigt und die Familie musste zusammen mit dem Ehepaar Flörsheim in einer Baracke leben. Der Versuch das Land zu verlassen und nach Australien zu emigrieren scheiterte. Im Morgengrauen des 25. April 1942 brach ein Gestapo-Kommando in die Baracke ein und verhaftete Hildegard Davidsohn und ihre Familie, ebenso das Paar Flörsheim. Sie wurden zum Güterbahnhof gebracht und von dort mit dem Zug nach Kraśniczyn deportiert. Das Lager wurde im Juni 1942 aufgelöst. Hildegard Davidsohn und ihre Familie wurden in ein Vernichtungslager in der Nähe überstellt und dort ermordet. |
|              | HIER WOHNTE INGEBORG DAVIDSOHN JG. 1929 DEPORTIERT 1942 KRASNICZYN ERMORDET                                                                                      | Holzmarkt 12 ·       | Ingeborg Davidsohn wurde am 13. April 1929 in Kulmbach geboren. Ihre Eltern waren Berta und Georg Davidsohn. Sie hatte 2 Geschwister, die 1926 geborene Hildegard sowie ihren Zwillingsbruder Albert. Ihre Familie führte ein Kurz- und Spielwarengeschäft. Nach der Machtergreifung der Nationalsozialisten wurde das Leben für die Familie immer schwerer, ihr Vater wurde 1933 und nochmal während der Reichspogromnacht verhaftet, ihr Bruder in der Schule gedemütigt, das elterliche Geschäft musste umziehen, auch die Wohnung wurde ihnen gekündigt und die Familie musste zusammen mit dem Ehepaar Flörsheim in einer Baracke leben. Der Versuch das Land zu verlassen und nach Australien zu emigrieren scheiterte. Im Morgengrauen des 25. April 1942 brach ein Gestapo-Kommando in die Baracke ein und verhaftete Ingeborg Davidsohn und ihre Familie, ebenso das Paar Flörsheim. Sie wurden zum Güterbahnhof gebracht und von dort mit dem Zug nach Kraśniczyn deportiert. Das Lager wurde im Juni 1942 aufgelöst. Ingeborg Davidsohn und ihre Familie wurden in ein Vernichtungslager in der Nähe überstellt und dort ermordet. |
|              | HIER WOHNTE NATHAN FLÖRSHEIM JG. 1886 DEPORTIERT 1942 KRASNICZYN ERMORDET                                                                                        | Langgasse 12 ·       | Nathan Flörsheim wurde am 20. Dezember 1886 in Kulmbach geboren. Sein Vater war Moses Flörsheim, er hatte einen Bruder namens Bruno. Am 21. Januar 1913 heiratete Nathan Flörsheim in Hammelburg Selma, geborene Stiefel. Das Paar hatte drei Kinder: Vera (geboren 1914), Ilse (geboren 1916) und Herbert (geboren 1920). Seit 1913 war Flörsheim als Viehhändler tätig. Während der Novemberpogrome wurde er verhaftet. Die Wohnung in der Langgasse wurde ihnen gekündigt, sie mussten mit ihren Nachbarn den Davidsohns in eine Baracke im Priemershof ziehen. Sie wurden vom NS-Bauernverband durch Verleumdung in den Ruin getrieben, so wird behauptet, dass Flörsheim „räudiges“ oder „tuberkulöses Vieh“ habe. 1935 starb sein Vater, er war der letzte Jude Kulmbachs, der auf dem Jüdischen Friedhof in Burgkunstadt beerdigt wurde. Den drei Kindern der Flörsheims gelingt die Flucht, sie emigrieren in die USA. Im Morgengrauen des 25. April 1942 brach ein Gestapo-Kommando in die Baracke ein und verhaftete Nathan Flörsheim und seine Frau, ebenso die Familie Davidsohn. Sie wurden zum Güterbahnhof gebracht und von dort mit dem Zug nach Kraśniczyn deportiert. Nathan Flörsheim und seine Frau haben die Shoah nicht überlebt. |
|              | HIER WOHNTE SELMA FLÖRSHEIM GEB.STIEFEL JG. 1887 DEPORTIERT 1942 KRASNICZYN ERMORDET                                                                             | Langgasse 12 ·       | Selma Flörsheim, geborene Stiefel, wurde am 25. März 1887 in Hammelburg geboren. 1913 heiratete sie den Viehhändler Nathan Flörsheim und zog zu ihm nach Kulmbach. Das Paar bekam drei Kinder: Vera (geboren 1914), Ilse (geboren 1916) und Herbert (geboren 1920). Nach der Machtergreifung der Nationalsozialisten war die Familie verschiedenen Schikanen ausgesetzt. Selma Flörsheims Mann wurde während der Novemberpogrome in „Schutzhaft“ genommen, der NS-Bauernverband trieb sie durch Verleumdung in den Ruin, ihre Wohnung wurde ihnen gekündigt und sie mussten zusammen mit ihren Nachbarn, der Familie Davidsohn, in eine Baracke ziehen. Ihre drei Kinder konnten sich in Sicherheit bringen, sie emigrierten in die USA. Im Morgengrauen des 25. April 1942 brach ein Gestapo-Kommando in die Baracke ein und verhaftete Selma Flörsheim und ihren Mann, ebenso die Familie Davidsohn. Sie wurden zum Güterbahnhof gebracht und von dort mit dem Zug nach Kraśniczyn deportiert. Selma Flörsheim und ihr Mann haben die Shoah nicht überlebt. |
|              | HIER WOHNTE UND ARBEITETE GEORG GOLDZWEIG JG. 1904 FLUCHT 1938 USA                                                                                               | Spitalgasse 2 ·      | Georg Goldzweig, später George Goldzweig, wurde am 19. Juni 1904 in Berlin geboren. Er lernte Ruth Weiß in Pommern kennen, 1931 heirateten die beiden und sie zogen nach Kulmbach. Goldzweig wurde Prokurist im Modegeschäft seines Schwiegervaters Franz Weiß. 1933 kam der gemeinsame Sohn Manfred zur Welt. Im August 1937 stellten sie einen Ausreiseantrag für die USA, ihr Vermögen wurde eingezogen und im März 1938 erfolgte die Erlaubnis zur Ausreise. Am 27. Juli 1938 konnte Georg Goldzweig zusammen mit Frau und Sohn mit einem Schiff von Hamburg in die USA emigrieren. Dort lebten sie in New York. Ab Ende der 1950er Jahre besuchten sie regelmäßig Kulmbach, vor allem den ehemaligen Polizeichef, Heinz Schiffner, der ihnen und weiteren Juden während der Zeit des Nationalsozialismus geholfen hatte. George Goldzweig starb am 17. Oktober 2002 |
|              | HIER WOHNTE UND ARBEITETE RUTH GOLDZWEIG GEB. WEISS JG. 1906 FLUCHT 1938 USA                                                                                     | Spitalgasse 2 ·      | Ruth Goldzweig, geborene Weiß, wurde am 12. Dezember 1906 geboren. Ihre Eltern waren Franz und Henriette Weiß. Ihr Vater war Inhaber eines Modegeschäftes. Sie hatte einen Bruder, Siegfried (geboren 1905). Ruth Weiß lernte in Pommern den aus Berlin stammenden Georg Goldzweig kennen, 1931 heirateten beide und er stieg als Prokurist in das Geschäft ihres Vaters ein. 1933 wurde der gemeinsame Sohn Manfred geboren. Die Familie beschloss zu flüchten, 1937 stellten sie einen Ausreiseantrag für die USA, 1938, nach Einziehung ihres Vermögens, wurde dieser genehmigt und von Hamburg aus verließen sie mit einem Schiff Deutschland. Sie ließen sich in New York nieder, ab Ende der 1950er Jahre kamen sie immer wieder auf Besuch nach Kulmbach. Ruth Goldzweig starb am 26. August 2000. Ihr Vater flüchtete nach London und kam dort während eines Bombenangriffs ums Leben, ihr Bruder konnte sich ebenfalls durch Flucht in die USA retten. |
|              | HIER WOHNTE MATTHÄUS SCHNEIDER LANDTAGSABGEORDNETER UND STADTRAT SPD JG. 1877 ‘SCHUTZHAFT’ 22.8.1944 DACHAU TOT 29.9.1944                                        | Hagleite 24 ·        | Matthäus Schneider wurde am 15. November 1877 in Kasendorf als Sohn eines Tagelöhners geboren. Er kam als Arbeiter für die Brauerei Pertsch nach Kulmbach. Er wurde politisch tätig, ab 1910 war er Vorsitzender der SPD Kulmbach, 1919 wurde er Stadtrat und 1919/1920 war er ein halbes Jahr Mitglied des Bayerischen Landtags. Des Weiteren war er Lokalredakteur bei der Volkstribüne Bayreuth. Im März 1933 wurde er mit dem Vorwurf des „Zinswuchers“ mehrere Monate in „Schutzhaft“ genommen, danach stand er ein Jahr unter Hausarrest. Am 22. August 1944 wurde er im Rahmen der Aktion Gitter erneut verhaftet und wenige Tage später, schwer asthmakrank, ins KZ Dachau deportiert, wo er ab dem 30. August inhaftiert war. Entgegen der Warnung eines Mithäftlings meldet sich Schneider krank („Meld' dich net krank, Matthis, da kommst du nicht mehr raus!“). Matthäus Schneider verlor am 29. September 1944 sein Leben in Dachau. In Kulmbach ist eine Straße nach ihm benannt. Er hatte zumindest ein Kind, Nachfahren von ihm leben noch heute in Kulmbach. |
|              | HIER WOHNTE KARL STRAUSS JG. 1873 DEPORTIERT ERMORDET IN AUSCHWITZ                                                                                               | Kronacher Straße 3 · | Karl Strauss wurde am 5. Mai 1873 in Hollfeld geboren. Er war Viehhändler und verheiratet mit Frieda. Das Paar hatte den 1907 geborenen Sohn Gottfried. Während des Ersten Weltkrieges kämpfte Karl Strauss als Freiwilliger an der Front. Nach der „Machtergreifung“ der Nationalsozialisten wurde ihm die Verkaufslizenz entzogen. Am 8. November 1938 rettete er die Thorarollen und schmuggelt diese nach Bamberg, während der Pogrome wurde er in „Schutzhaft“ genommen, am 19. November 1938 wieder entlassen. Während seiner Verhaftung wurde seine Wohnung durchsucht, dabei wurden sakrale Gegenstände aus dem Betraum gefunden und beschlagnahmt. Kurz darauf bezichtigt man den Witwer der Rassenschande, er soll mit einer Nichtjüdin, seiner Vermieterin, ein Verhältnis gehabt haben. Diese wurde am 13. November 1938 mit einem Schild um den Hals, begleitet von einem SA-Musikcorps durch Kulmbach getrieben, danach wurde sie ebenfalls in „Schutzhaft“ genommen, für sechs Wochen. Strauss wurde nach seiner Verhaftung des fortgesetzten Wirtschaftsvergehens beschuldigt, doch die Prüfung seiner Buchführung erbrachte nichts. Es wurde Anzeige „wegen des fortgesetzten Verbrechens der Rassenschande“ gegen ihn bei der Bayreuther Staatsanwaltschaft erstattet. Am 15. März 1939 wurde er schuldig gesprochen und zu acht Jahren Zuchthaus verurteilt. Er wurde nach Auschwitz deportiert. Karl Strauss hat die Shoah nicht überlebt. Sein Sohn Gottfried konnte mit seiner Frau Irene flüchten, sie emigrierten nach Australien. Seine Tochter Dagmar veröffentlichte ein Buch mit ihrer Familiengeschichte. |
|              | HIER WOHNTE UND ARBEITETE FRANZ WEISS JG. 1870 FLUCHT 1939 ENGLAND TOT BEI BOMBENANGRIFF 1941 LONDON                                                             | Spitalgasse 2 ·      | Franz Weiß wurde am 10. Juli 1870 in Debrecen geboren. 1902 kam der gelernte Schneider nach Kulmbach und wurde Mitgründer der dortigen Jüdischen Gemeinde. Er arbeitete im Modegeschäft von D. Winterstein. 1904 heiratete er Henriette, geborene Gollanscher. Mit ihr hatte er zwei Kinder: Siegfried (geboren 1905) und Ruth (geboren 1906). Er übernahm 1910 das Modegeschäft von Winterstein und erweiterte es. im Ersten Weltkrieg diente Weiß als Freiwilliger. Seine Frau Henriette starb 1930. Im Folgejahr heiratete seine Tochter Ruth den aus Berlin stammenden Georg Goldzweig, der Prokurist in seinem Geschäft wurde. Ab 1934 fanden religiöse Feierlichkeiten in seinem Haus statt, Weiß wollte so den Zusammenhalt der Gemeinde fördern. 1938 flüchtete er vor den Schikanen der Nazis nach London. Franz Weiß wurde am 16. Februar 1941 durch deutsche Bomben getötet. Sein Grab befindet sich in London. Beide Kinder konnten sich ebenfalls durch Emigration in Sicherheit bringen. Sie emigrierten in die USA. |
|              | HIER WOHNTE SIEGFRIED WEISS JG. 1905 FLUCHT 1937 USA | Spitalgasse 2 ·      | Siegfried Weiß wurde am 16. August 1905 als Sohn von Franz und Henriette Weiß geboren. Er hatte eine jüngere Schwester, Ruth, geboren 1906. Sein Vater war Inhaber eines Modegeschäftes und ermöglichte ihm den Besuch der Königlichen Realschule, für diese musste Schulgeld bezahlt werden. 1918 verhalf Henriette Weiß ihrem Sohn zu einer Bar Mizwa. Es gab nicht genügend Minjan-Männer, da durch den Krieg die Männer noch einberufen waren. Sie wandte sich an den Kommandanten des Gefangenenlagers Plassenburg, dieser ließ kurzzeitig französische und russische Offiziere jüdischen Glaubens frei. Siegfried Weiß schloss eine Schneider-Ausbildung ab und zog 1927 nach Augsburg, wo er Leiter der Buchhaltung in einem Textilbetrieb wurde. Er lernte Kunigunde Brodmann kennen, sie verliebten sich. Nach der „Machtergreifung“ Hitlers verließ er Brodmann, um sie zu schützen. Er zog mehrfach um, um so auch dem Zugriff der Nazis zu entgehen. Er wohnte in Nürnberg, München und Mannheim. Schließlich lernte er Helen Golomb kennen, eine Jüdin aus den USA. Sie ging eine Scheinehe mit ihm ein und nahm ihn 1937 mit nach New York. Er wurde amerikanischer Staatsbürger und diente während des Zweiten Weltkrieges in der US Army. Nach dem Krieg arbeitete er wieder für eine Textilfirma, war Stoffeinkäufer in England. 1958 kehrte er nach Kulmbach zurück und begab sich auf die Suche nach seiner Jugendliebe Gundi Brodmann. Er fand sie in Kötzting. 1961 ließ sich Weiß von seiner amerikanischen Frau scheiden, eine Woche später heirateten Brodmann und Weiß, Sie ließen sich in Augsburg nieder. Er wurde kaufmännischer Betriebsleiter für Hettlage. Siegfried Weiß verstarb am 24. Februar 1989. Er wurde auf dem jüdischen Friedhof Bamberg beerdigt, im Grab seiner Mutter. Seine Mutter starb 1930. Sein Vater emigrierte nach London und wurde dort 1941 von deutschen Bomben getötet. Seine Schwester Ruth und deren Mann emigrierten ebenfalls in die USA und überlebten. |

## Gedenkstein
| Gedenkstein | Inschrift | Standort          |
| --- | --- | ----------------- |
| | Hier lebten die Kulmbacher Bürger Max und Emma Michaelis Inhaber eines Schuhgeschäfts Geboren 1870 und 1881 Gestorben in Auschwitz bzw. Theresienstadt Möge ihre Seele eingebunden sein in das Bündel des Lebens | Kressenstein 12 · |
| Emma Selma Michaelis, geborene Lump, wurde am 1. Januar 1881 in Wüstensachsen geboren. Sie hatte zumindest zwei Schwestern, Regina und Klara. Beide Schwestern zogen 1906 nach Kulmbach und führten hier das Putzwarengeschäft (eine Boutique für Damenhüte) Geschwister Lump. 1911 brauchten sie weitere Hilfe, inzwischen hatten sie zwei Geschäfte, und holten Emma Lump, die inzwischen ausgebildete Krankenschwester war, nach Kulmbach. Regina Lump heiratete und zog nach Hof, Emma Lump übernahm das Geschäft gänzlich. Zwei Jahre später kam auch ihre Mutter Hannchen nach Kulmbach, 1915 starb sie. 1919 heiratete sie den Witwer Max Michaelis. Sie expandierten weiter, übernahmen auch ein Schuhgeschäft in der Langgasse und boten dort neben Schuhen auch Hüte an. 1931 mussten sie den Verkauf in der Langgasse aufgeben, das Haus bekam einen neuen Besitzer, dieser wollte selber in den Schuhhandel einsteigen. Nach der Machtübernahme durch Hitler wurde es immer schwieriger für sie, 1936 zogen sie nach München, ihr Schuhgeschäft wurde für sie von Henriette Bodenschatz weitergeführt. In München wurden ihnen kurz hintereinander die Wohnungen gekündigt. Der jüdische Arzt Dr.Julius Elkan bot ihnen 1937 eine Wohnung in der Dachauer Straße mitsamt Geschäftsraum an. Emma Michaelis und ihr Mann nehmen an, fingen an den Schuhladen einzurichten, doch wurde ihrem Mann Max der Gewerbeschein entzogen. Auch der Schuhladen in Kulmbach, der weitergeführt worden war, musste aufgegeben werden. Emma Michaelis versuchte für sich und ihren Mann den Lebensunterhalt zu verdienen, arbeitete als Putzfrau in der Arztpraxis ihre Vermieters, bis 1938 dessen Haus arisiert wurde. Sie mussten auch dieses Haus verlassen, zogen in eine Sammelwohnung für Juden in den Bereiteranger 15, als Nachtschwester im Israelitischen Krankenhaus verdiente sie jetzt das Geld für sich und ihren Mann. Am 3. Juni 1942 wurde Emma Michaelis zusammen mit ihrem Mann von der Gestapo verhaftet, zum Bahnhof gebracht und von dort nach Theresienstadt deportiert. Am 18. Mai 1844 wurde sie nach Auschwitz überstellt. Emma Selma Michaelis hat die Shoah nicht überlebt. Ihr Mann Max Michaelis verlor bereits 1942 sein Leben in Theresienstadt. Ihre Schwester Regina, verheiratete Lax, wurde 1942 in Bełżyce ermordet. Ihr Helfer Dr. Julius Elkan wurde einen Tag nach den Michaelis’ deportiert, konnte aber überleben. | |                   |
| Max Michaelis wurde am 8. November 1870 in Dummerfitz geboren. Seine Eltern waren Wolff Michaelis und Minna, geborene Jonathen. Max Michaelis hatte mehrere Geschwister, darunter Rosa (geboren 1873), Hugo (geboren 1875) und Alexander (geboren 1869). Mit seiner Frau Berta hatte er den Sohn Arthur, der 1905 mit zehn Jahren starb und drei Töchter: Hertha (geboren 1898),. Seine Frau Berta starb 1907. Er heiratete ein weiteres Mal, Nanny, geborene Moses, auch sie starb nach wenigen Ehejahren. 1919 ging er nach Kulmbach um dort, eine Woche nach seiner Ankunft, Emma Lump zu heiraten. Das Paar führte in Kulmbach ein Hutmodengeschäft und stieg auch ins Schuhgeschäft ein. Die Geschäfte gingen so gut, dass Michaelis seine älteste Tochter Martha aus Berlin als Hilfe holte. 1931 mussten sie ihr Geschäft in der Langgasse aufgeben, der Besitzer des Hauses wollte selber in den Schuhhandel einsteigen. Nach der „Machtergreifung“ der Nationalsozialisten wurde es in Kulmbach immer schwieriger, ihr Geschäft gaben sie in die Hände von Henriette Bodenschatz, die Michaelis’ zogen 1937 nach München. Dort wurden ihnen kurz hintereinander zwei Wohnungen gekündigt, sie bekamen von einem jüdischen Arzt Wohnung mit Geschäft vermietet, kaum war das Geschäft wieder aufgebaut, wurde Max Michaelis der Gewerbeschein entzogen, auch das Geschäft in Kulmbach verloren sie. Das Haus des Arztes wurde 1938 arisiert und er und seine Frau verloren erneut ihre Wohnung. Sie mussten in eine Sammelwohnung für Juden, seine Frau bemühte sich den Lebensunterhalt für beide zu verdienen. Am 3. Juni 1942 wurde er zusammen mit seiner Frau von der Gestapo verhafte, zum Bahnhof gebracht und von dort nach Theresienstadt deportiert. Max Michaelis verlor dort am 31. Juli 1942 auf Grund von Misshandlung, Unterernährung und Seucheninfektion sein Leben. Seine Frau überlebte die Shoah ebenfalls nicht. Auch viele andere Familienmitglieder überlebten die Shoah nicht. Seine Tochter Hertha, verheiratete Sommerfeld, ihr Mann und ihre zwei Kinder wurden in Auschwitz ermordet, für diesen Teil der Familie sowie für seine Schwester Rosa und seinen Bruder Alexander und weitere Familienmitglieder wurden 2012 in Berlin Stolpersteine verlegt. Weitere Familienmitglieder, sein Neffe Herbert und seine Familie, emigrierten in die USA.                                                                     | |                   |

## Verlegedaten
Noch vor den ersten Verlegungen von Original-Stolpersteinen in Kulmbach wurde am 9. Mai 2012 der Gedenkstein für das Schuhhändler-Ehepaar Emma und Max und Michaelis am Kressenstein 12 verlegt. Dieser Stein ist deutlich größer als die Stolpersteine. Wolfgang Schoberth hielt eine Gedenkansprache. Eine weitere Gedenkplatte für ein anderes Familienmitglied, den namensgleichen Max Michaelis, wurde in Bochum verlegt. Gunter Demnig verlegte am 20. und 23. Juli 2012 vierzehn Stolpersteine für weitere Familienmitglieder in Berlin.
Die Verlegungen der Stolpersteine von Kulmbach erfolgten durch Gunter Demnig persönlich an folgenden Tagen:
- 11. November 2012: Hagleite 24, Holzmarkt 12, Langgasse 7 und 12
- 5. Mai 2014: Spitalgasse 2

## Auszeichnung
Die Evangelisch-Lutherische Kirche in Bayern zeichnete die Oberstufenschüler des Caspar-Vischer-Gymnasiums in Kulmbach mit dem Wilhelm-Pechmann-Preis 2013 aus. Wilhelm Freiherr von Pechmann (1859–1948) war Direktor der Bayerischen Handelsbank in München und bedeutender Repräsentant der evangelisch-lutherischen Kirche. Die Auszeichnung wurde am 7. November 2013 in der Münchner St.-Markus-Kirche überreicht. Die Schüler hatten im Rahmen eines Seminars unter Leitung ihres Lehrers Christian Kramer die Schicksale der verfolgten Familien recherchiert und sich dafür eingesetzt, dass die ersten zehn Stolpersteine von Kulmbach verlegt wurden.